# جورج أتكينسون (لاعب كريكت)
جورج أتكينسون (بالإنجليزية: George Atkinson)‏ (21 سبتمبر 1830 في المملكة المتحدة - 3 مايو 1906 في المملكة المتحدة) هو لاعب كريكت بريطاني (وحمل سابقاً جنسية المملكة المتحدة لبريطانيا العظمى وأيرلندا).